# Michael Wagener
Michael Wagener (* 25. April 1949 in Wuppertal) ist ein ehemaliger deutscher Musikproduzent, Tontechniker und Arrangeur.

## Leben
1962 kaufte sich Wagener mit 13 Jahren die erste Gitarre und startete seine Karriere 1968 zusammen mit seinem Schulkameraden Udo Dirkschneider, den er seit seinem siebten Lebensjahr kennt, in der Band X. Als Wagener 1970 zum Wehrdienst einberufen wurde, konnte er die Arbeit mit der Band, die sich gerade erst in Accept umbenannt hatte, nicht mehr fortsetzen und schied aus. 1972 fand er nach seinem Elektroingenieurstudium eine erste Anstellung bei Stramp in Hamburg, einer Firma, die Tonstudios und Bühnenausrüstung herstellte. 1979 baute er in Hamburg für die dort ansässige Country-Band Tennessee ein 16-Spur-Studio, bei dem er auch für das technische Management verantwortlich war. Wagener lernte Ende 1979 Don Dokken auf dessen Deutschlandtournee kennen und folgte seiner Einladung nach Los Angeles, zunächst nur, um dort Urlaub zu machen. Er bemerkte schnell, dass Los Angeles musikalisch sehr in Bewegung war und interessante Aufgaben für ihn bieten würde, also suchte er sich bei seinem zweiten Besuch in den USA einen Job.
Diesen fand er in den Larrabee Tonstudios in Hollywood; allerdings war sein Auskommen nicht gesichert, sodass er zunächst nach Deutschland zurückkehrte, nachdem Udo Dirkschneider ihm bei einem Besuch in Los Angeles angeboten hatte, den Livesound von Accept auf der bevorstehenden Europatour zu managen. 1980 war Wagener Tontechniker für das von Dirk Steffens produzierte Accept-Album Breaker. 1981 übernahm er erstmals die Produktion eines Albums, als er Dokkens Debütalbum Breaking the Chains bei Dieter Dierks in Köln-Pulheim aufnahm. Bis 1984 arbeitete Wagener weiter als Tontechniker und -mixer in Deutschland und gründete 1983 zusammen mit Udo Dirkschneider die Produktionsfirma Double Trouble Productions.
Bevor er 1984 endgültig nach Los Angeles übersiedelte, pendelte Wagener zwischen Europa und den Vereinigten Staaten. In diese Zeit fallen Arbeiten für das auf ihrem eigenen Label (Lethür Records) veröffentlichte Debütalbum von Mötley Crüe (das später für Elektra Records von Roy Thomas Baker neu abgemischt wurde), sowie die Produktion einer EP und der ersten LP von Great White. Nach dem Umzug teilte er sich zunächst ein Haus mit Don Dokken und Alan Niven, seinerzeit Manager von Guns N’ Roses und Great White sowie Bobby Blotzer (Ratt). Wagener verlegte auch den Firmensitz von Double Trouble Productions nach Los Angeles, nachdem Dirkschneider ihm seinen Firmenanteil überlassen hatte, weil er in Deutschland bleiben wollte. Für Dokkens zweites Album Tooth and Nail wurde er als Mischer engagiert, die Produktion übernahmen Tom Werman und Roy Thomas Baker.
In den folgenden Jahren machte er sich vor allem mit Tonmischungen und Produktionen von Hardrock- bzw. Heavy-Metal-Alben einen Namen und war für die Aufnahme zahlreicher Klassiker insbesondere des Glam-Metal-Genres verantwortlich. Er produzierte zum Beispiel bekannte Plattenaufnahmen wie Under Lock and Key von Dokken, das zweite Album der deutschen Gruppe Bonfire namens Fireworks, Skid Rows gleichnamiges Debütalbum, das erste Album von White Lion sowie Pornograffitti von Extreme. Er arbeitete auch für und mit Accept, Metallica, Stryper, Poison, Alice Cooper, Janet Jackson, Queen, Saigon Kick und Ozzy Osbourne.
1995 produzierte er in Nashville (wo Wolf Hoffmann, der Gitarrist von Accept, lebte) das Album Predator für die Band. 1996 zog er nach Nashville um und baute, zunächst auf der Farm Hoffmanns, das WireWorld Studio auf. Der Gitarrist war einer der ersten Musiker, die in Wageners neuem Tonstudio aufnehmen sollten: Hier entstand 1997 sein Solo-Album Classical, auf dem er Stücke klassischer Komponisten interpretierte. Wagener rüstete das WireWorld Studio im Jahr 2000 auf digitale Aufnahmetechnik um und verfolgt mittlerweile einen hybriden Ansatz, bei dem er z. B. mit Kombinationen unterschiedlicher Verstärker und Mikrofone individuelle Gitarrenklänge formt, diese aber auch in digitalisierter Form speichert, etwa zur Verwendung auf Tourneen.
2016 produzierte Wagener das Comeback-Album „Memento“ der Böhsen Onkelz.
Am 25. April 2021, seinem zweiundsiebzigsten Geburtstag, gab Wagener bekannt, dass er sein Studio verkauft habe, um sich zur Ruhe zu setzen und zu reisen.

## Diskografie (Auswahl)
Auszeichnungsvermerke zu Gold- und Platinauszeichnungen beziehen sich auf den US-amerikanischen Markt.
| Tonmischung - Breaker (Accept), 1980 - Too Fast for Love (Mötley Crüe, 1981) - Coup d'Etat (Plasmatics), 1982 - Tooth and Nail (Dokken, 1984; 2 × Platin) - Russian Roulette (Accept, 1985) - Look What the Cat Dragged in (Poison, 1985; 3 × Platin) - Master of Puppets (Metallica, 1986; 5 × Platin) - Inside the Electric Circus (W.A.S.P., 1986) - So far, so Good, so What (Megadeth, 1987, Platin) - Heart Attack (Krokus, 1987) - No Place for Disgrace (Flotsam and Jetsam, 1988) - Under the Influence (Overkill, 1988) - Beast From the East (Dokken, 1988; Platin) - Black Cat (Single; Janet Jackson, 1990) - Saints and Sinners (Kane Roberts, 1990) - Stone Cold Crazy (Single; Queen, 1991) - Decade of Decadance (Mötley Crüe, 1991; 3 × Platin) - No More Tears (Ozzy Osbourne, 1991; 7 × Platin) - B-Side Ourselves (Skid Row, 1992) - Chameleon (Helloween, 1993) - Low (Testament, 1994) - Screaming Symphony (Impellitteri, 1995) - Dressing up the Idiot (Prunella Scales, 1997) - Demonic (Testament, 1997) - Eye of the Hurricane (Impellitteri, 1997) - Black Roses (The Rasmus, 2007) - Jutta Weinhold (Jutta Weinhold, 2010) | Produktion - Back in the Streets (Dokken, 1979) - Restless and Wild (Accept, 1982) - Adrenalin (Alex Parche Band, 1983) - Out of the Night (Great White, 1983) - All for One (Raven, 1983) - Breaking the Chains (Dokken, 1983; Platin) - Great White (Great White, 1984) - Wild Thing (X, 1984) - Stay Hard (Raven, 1984) - Ain’t Love Grand (X, 1985) - Soldiers Under Command (Stryper, 1985; 2 × Platin) - Under Lock and Key (Dokken, 1985; 3 × Platin) - Kane Roberts (Kane Roberts, 1986) - Constrictor (Alice Cooper, 1986; Gold) - Pride (White Lion, 1987) - Raise Your Fist and Yell (Alice Cooper, 1987; Gold) - Fireworks (Bonfire, 1987; Gold) - Skid Row (Skid Row, 1988; 9 × Platin) - Big Game (White Lion, 1989; Platin) - Point Blank (Bonfire, 1989) - Pornograffiti (Extreme, 1990; 4 × Platin) - Saigon Kick (Saigon Kick, 1990) - Slave to the Grind (Skid Row, 1990; 4 × Platin) - Dog Eat Dog (Warrant, 1992; Gold) - Ozzmosis (Ozzy Osbourne, 1992; 2 × Platin) - Jerusalem Slim (Jerusalem Slim) - Dysfunctional (Dokken, 1994) - Predator (Accept, 1995) - Who We Are (Outrage, 1996) - Classical (Wolf Hoffmann, 1997) - Bring ‘Em Bach Alive (Sebastian Bach, 1998) - Rise (Hair of the Dog, 1999) - One for All (Raven, 1999) - Tribute (Randy Rhodes, 2000) - Renegade (Hammerfall, 2000) - Groovenics (Groovenics, 2000) - Bleed For You (Titanium Black, 2003) - End of Days (Love over Gravity, 2003) - I’m Not You (Frans Mantra, 2004) - Ogretones (King’s X, 2005) - Bombshell (Hydrogyn, 2005) - Revolutions per Minute (Skid Row, 2006) - XV (King’s X, 2008) - Babez For Breakfast (Lordi, 2010) - Make It Sick (Babyjane, 2012) |